# ژولی برسه
ژولی برسه (فرانسوی: Julie Bresset‎؛ زادهٔ ۹ ژوئن ۱۹۸۹) دوچرخه‌سوار اهل فرانسه است.
وی همچنین برندهٔ جوایزی همچون لژیون دونور (شوالیه) شده‌است.
وی در مسابقات کشوری و بین‌المللی در مجموع برندهٔ ۲ مدال طلا شده‌است.